# ヘイデン・ベッドウェル＝カーティス
- ヘイデン・ベットウェル＝カーティス

ヘイデン・ベッドウェル＝カーティス（Heiden Bedwell-Curtis、1991年6月25日 - ）は、ジャパンラグビーリーグワン三重ホンダヒートに2023-24シーズンまで所属していたラグビー選手。

## プロフィール
- ニュージーランド・クライストチャーチ出身[1]。
- ポジションはフランカー(FL)、ナンバーエイト(No8)。
- 身長 194 cm、体重 103 kg
- ニックネームはHBC。
- U20ニュージーランド代表に選ばれたことがある[2]。
- マオリ・オールブラックスに選ばれたことがある[3]。

## 略歴
ニュープリマス・ボーイズ高校、タラナキ、マナワツ、クルセイダーズを経て、2018年、三菱重工相模原ダイナボアーズに加入。
2020年1月12日にジャパンラグビートップリーグ第1節NTTドコモレッドハリケーンズ戦に先発出場で日本での公式戦初出場を果たす。
2023年、三重ホンダヒートに加入。2024年5月、退団。